# Christina Stinnett
Christina Stinnett (bekannt als „Kiki“) ist eine mikronesische Frauenrechtsaktivistin und Geschäftsfrau, die Präsidentin des Chuuk Women’s Council (CWC) ist, das über 60 Frauenorganisationen im Bundesstaat Chuuk in den Föderierten Staaten von Mikronesien beaufsichtigt.

## Leben
Stinnett gründete im März 1984 das erste Reisebüro im Bundesstaat Chuuk Truk travel unlimited und besitzt das Truk Stop Hotel mit dem Restaurant Truk Lagoon Dive Center.
Das Chuuk Women’s Council (CWC) wurde in den späten 1980er Jahren gegründet. Es versucht, Frauen zu verschiedenen Themen wie Führung, Bildung und Gesundheit sowie Bewahrung der Kultur aufzuklären und zu stärken. Stinnett wurde zur Präsidentin des Rates ernannt  und sitzt auch im Vorstand des Chuuk Conservation Society, des Chuuk State Board of Education und des FSM Women in Business Network, dessen Vizepräsidentin sie ist. Im Oktober 2014 war Stinnett eine von rund 300 Personen, die zur 3. FSM Women’s Conference in Kolonia, Pohnpei, eingeladen wurden.
Im Jahr 2011 wurde Stinnett zu einer der 100 Frauen der 100 Years/100 Women Campaign des US-Außenministeriums ernannt, um den 100. Jahrestag des Internationalen Frauentags zu feiern. Außerdem wurde sie von der Pacific Community zu einer der „70 inspirierenden pazifischen Frauen“ ernannt.